# Фетровик (футбольный клуб)
«Фетровик» — украинский футбольный клуб из города Хуст Закарпатской области. Участник нескольких сезонов чемпионата Украины (1992—1995) в профессиональных лигах, неоднократный чемпион Закарпатской области.

## История
Клуб основан в 1934 году под названием «Русь». Дважды, в 1936—1938 годах становился победителем зонального турнира (Восточнословацко-Подкарпатская дивизия) в составе Чехословакии. В 1938—1939 годах в команду перешли многие ведущие футболисты из клубов Ужгорода и Мукачево, занятых Венгрией, и «Русь» стала сильнейшим по составу клубом Закарпатья, но дальнейшему развитию помешала война. Одним из известных игроков и тренеров команды в этот период был воспитанник ужгородского футбола Куруц Фёдор Михайлович, в честь него в Ужгороде в последние годы проводится традиционный турнир.
С 1945 года клуб участвовал в чемпионате Закарпатской области в составе СССР, неоднократно становился победителем соревнований. В 1965 году хустская команда, под названием «Строитель», вышла в финал первенства Украинской ССР, где завоевала бронзовые медали, тренировал команду Йосип Михайлович Филак, а капитаном был Михаил Довжанин. В честь Михаила Довжанина (1935—1992) в Хусте с 1996 года проводится ежегодный турнир.
После провозглашения независимости Украины, клуб под названием «Андезит» был включён в соревнования профессиональных клубов — переходную лигу (третий дивизион), где в первом сезоне занял пятое место среди девяти команд. Перед началом сезона 1992/93 система лиг была преобразована, и клуб, уже под названием «Фетровик», стал выступать в четвёртом дивизионе (переходная, затем третья лига). Дважды, в сезонах 1992/93 и 1993/94, команда занимала 12-е места в турнире, а после первого круга сезона 1994/95 снялась из соревнований и финишировала 21-й.

## Прежние названия
- «Русь» (1934—1944)
- «Авангард»
- «Строитель» (укр. Будівельник)
- «Меблевик»
- «Кооператор»
- «Андезит» (?—1992)
- «Фетровик» (1992—1995)

## Достижения
- Бронзовый призёр чемпионата Украинской ССР среди коллективов физкультуры: 1965
- Чемпион Закарпатской области: 1959, 1960, 1964, 1965, 1968, 1982, 1987[4]